# Wyspa tajemnic (film)
Wyspa tajemnic (ang. Shutter Island) – amerykański thriller z 2010 w reżyserii Martina Scorsese na podstawie powieści Wyspa skazańców Dennisa Lehane’a.
Film był realizowany w Bostonie, Medfield, Dedham i w Hull w dniach od 6 marca 2008 do 30 czerwca 2008.

## Fabuła
Akcja filmu rozgrywa się w latach 50. XX wieku na wyspie Zatoki Bostońskiej, gdzie znajduje się szpital dla obłąkanych przestępców. Na wyspę przybywa dwóch szeryfów federalnych: Teddy Daniels i Chuck Aule. Prowadzą oni śledztwo w sprawie tajemniczego zniknięcia jednej z pacjentek. Kobieta zniknęła z zamkniętego pokoju, gdzie w oknach znajdowały się kraty. Pozostaje po niej jedynie zaszyfrowana wiadomość. Nad wyspę nadciąga huragan i łączność z resztą świata zostaje zerwana.

## Obsada
- Leonardo DiCaprio – Teddy Daniels
- Mark Ruffalo – Chuck Aule
- Ben Kingsley – dr John Cawley
- Michelle Williams – Dolores Chanal
- Emily Mortimer – Rachel Solando
- Max von Sydow – dr Jeremiah Naehring
- Jackie Earle Haley – George Noyce
- Ted Levine – naczelnik szpitala
- John Carroll Lynch – McPherson, zastępca naczelnika szpitala
- Elias Koteas – Andrew Laeddis
- Robin Bartlett – Bridget Kearns
- Christopher Denham – Peter Breene
- Nellie Sciutto – pielęgniarka Marino
- Joseph Sikora – Glen Miga
- Curtiss Cook – Trey Washington